# Les Conflits de la vie

Les Conflits de la vie (Livets konflikter) est un film suédois réalisé par Victor Sjöström et Mauritz Stiller, sorti en 1913. 

## Fiche technique
- Titre original : Livets konflikter
- Titre français : Les Conflits de la vie
- Réalisation : Victor Sjöström et Mauritz Stiller
- Scénario : Peter Lykke-Seest et Mauritz Stiller
- Directeur de la photographie : Henrik Jaenzon
- Pays d'origine :  Suède
- Société de production : Svenska Biografteatern AB
- Format : Noir et blanc - 1,33:1 - Film muet
- Dates de sortie : 
  -  Suède : 10 novembre 1913

## Distribution
- Nils Aréhn
- Jenny Tschernichin-Larsson
- Richard Lund
- Greta Pfeil
- Victor Sjöström